# تحيز متزمت
التحيز المتزمت يشير إلى الميل إلى عزو سبب نتيجة غير مرغوب فيها أو مخالفة من قبل فرد إلى قصور أخلاقي أو عدم ضبط النفس بدلاً من مراعاة تأثير المحددات المجتمعية الأوسع. من الأمثلة على ذلك، «هؤلاء الأشخاص يجلسون طوال اليوم في شققهم وهم يشاهدون التلفاز، لكنهم لن يأخذوا الوقت الكافي للخروج والعثور على وظيفة!» في هذه الحالة، قد يكون هناك مجموعة مختارة من الأشخاص لبعض الوقت في ظل ظروف اقتصادية و/ أو قمعية اجتماعية قاسية، لكن الأفراد من هذا الاختيار قد تم حرمانهم معرفيًا من هذه الظروف لاتخاذ قرارات أو اتخاذ قرارات لتحقيق هدف معين.